# Bel Air (canción)
«Bel Air» es una canción de la cantante y compositora estadounidense Lana Del Rey. Aparece en su tercer extended play, Paradise. Con el videoclip de «Summertime Sadness», un promocional de «Bel Air» se lanzó en YouTube a principios de noviembre de 2012. El video recibió la aclamación de la crítica. Después del lanzamiento de Paradise, la canción alcanzó a posicionarse en las listas de éxitos musicales en el Reino Unido y Francia. 

## Video musical y composición
El 8 de noviembre de 2012 se lanzó un video promocional para la última canción del EP, «Bel Air», filmado por Kyle Newman, el cual contó con tomas del video musical de «Summertime Sadness». Girando en medio de un fondo ahumado y enrojecido por azules, verdes y violetas monocromáticos, Del Rey se muestra como un ser celestial. Aunque no se muestra la sincronización de labios en el video, se escucha a Del Rey cantando la frase: «Rosas, Bel Air, llévame allí / He estado esperando conocerte / Palmeras, a la luz, puedo ver, tarde en la noche / Cariño, estoy dispuesta a saludarte / Ven a mí, bebé». Rolling Stone elogió el cambio en la personalidad que Del Rey exhibió en el video de la balada, señalando una diferencia significativa con respecto a su habitual cantante de lounge americana, la primera dama Onassis-Kennedy, y los alter ego de las motociclistas. La crítica de PopCrush, Amy Sciarretto, calificó el video como «durmiente», «una forma de arte», y realizó comparaciones entre el trabajo de Del Rey y las películas neo-noir. El sitio web Spinner de AOL dijo: «Así es como imaginamos la reunión de lanzamiento para el nuevo video de «Bel Air» de Lana Del Rey.  Director: Lana, ¿puedes quedarte en el humo un rato y mirar ocasionalmente la cámara? Lana: si. Director: ¡Brillante!». MTV señaló los paralelos obvios que ganó el título de la canción con el programa de televisión The Fresh Prince of Bel Air.  Al notar que Del Rey era «impresionante» en el video de «Bel Air», Vibe dijo que «... definitivamente mantendría al obsesionado con Lana ocupado por unas horas».
En la descripción del video, Del Rey agregó una transcripción. Se lee: «i [sic] lost my reputation, i [sic] forgot my truth. But i [sic] have my beauty and i [sic] have my youth. 'TROPICO' the film, coming next year». Spinner respondió al pensamiento ambiguo con confusión, y afirmó que no sabían lo que significaba. El 21 de noviembre de 2012, el video de «Bel Air» obtuvo más de 3 millones de visitas en el sitio web de alojamiento de videos, YouTube. El video se ha hecho privado desde entonces. 

## Uso en medios
Junto a Paradise, Del Rey lanzó un cortometraje titulado Tropico que presenta las canciones «Body Electric», «Gods and Monsters» y «Bel Air». Tropico se filmó a finales de junio de 2013; Anthony Mandler la dirigió, quien también se encargó de los videos musicales anteriores de Del Rey de «National Anthem» y «Ride». A través de las plataformas de redes sociales, Del Rey lanzó varias imágenes promocionales para la película, una que presentaba a Del Rey vestida con un griñón, el cual recuerda a María, la Madre de Jesús y otra con Del Rey sosteniendo una serpiente y haciéndose pasar por Eva, la esposa bíblica de Adán del Génesis. En agosto de 2013, Del Rey anunció en Twitter que la película tendría dos estrenos: Uno en el cementerio Hollywood Forever en Los Ángeles y uno en un lugar no especificado en Nueva York; ella se refirió al cortometraje como una «despedida». Los críticos señalaron que esto contradecía otras afirmaciones de Del Rey de que lanzaría un tercer álbum de estudio, con una maqueta en línea de la canción «Black Beauty». Más tarde se aclaró que Del Rey se despidió de la era Born to Die antes de continuar con Ultraviolence. El 22 de noviembre de 2013, se lanzó un avance oficial de Tropico; al final del tráiler, se anunció que la película se subiría a la cuenta oficial de VEVO de Del Rey el 5 de diciembre de 2013. El 3 de diciembre de 2013, Del Rey anunció en Facebook que Tropico se proyectará en el Cinerama Dome en Hollywood, California, el 4 de diciembre de ese año, antes de su lanzamiento en VEVO.

## Recepción

### Crítica
La crítica de Canada.com Leah Collins llamó a «Bel Air» un vals espeluznante canalizado por Enya. Por el contrario, The Huffington Post desestimó tanto «Bel Air» y «Yayo», y las llamó «pistas de relleno» de Paradise. Insatisfecho con otras canciones en Paradise, dijo Digital Spy, en «Bel Air», Del Rey finalmente lo hizo bien, y llamó a la canción «una balada nevada inspirada en Tim Burton».

### Listas
| Lista (2012)                  | Mejor posición |
| ----------------------------- | -------------- |
| Francia (SNEP)                | 105            |
| UK (Official Charts Company)  | 184            |
| US Hot Rock Songs (Billboard) | 50             |